# الدقيقة (الجميمة)

تعديل مصدري - تعديل

الدقيقة هي إحدى قرى عزلة مسويا بمديرية الجميمة التابعة لمحافظة حجة، بلغ تعداد سكانها 428 نسمة حسب تعداد اليمن لعام 2004.